# Ileodictyon
Ileodictyon Tul. ex M. Raoul (kraciak) – rodzaj grzybów z rodziny sromotnikowatych (Phallaceae), niekiedy umieszczany w rodzinie okratkowatych.

## Systematyka i nazewnictwo
Pozycja w klasyfikacji według Index Fungorum: Phallaceae, Phallales, Phallomycetidae, Agaricomycetes, Agaricomycotina, Basidiomycota, Fungi.
Nazwa polska według "Flory Polski. Tom XXIII".

## Gatunki
- Ileodictyon cibarium Tul. ex M. Raoul 1844
- Ileodictyon giganteum (Colenso) Colenso 1893
- Ileodictyon gracile Berk. 1845

Wykaz gatunków (nazwy naukowe) na podstawie Index Fungorum.